# Nulti
Nulti ist eine Ortschaft und eine Parroquia rural („ländliches Kirchspiel“) im Kanton Cuenca der ecuadorianischen Provinz Azuay. Die Parroquia besitzt eine Fläche von 28,83 km². Die Einwohnerzahl lag im Jahr 2010 bei 4324. Die Parroquia wurde am 15. September 1869 gegründet.

## Lage
Die Parroquia Nulti liegt in den Anden am Südufer des nach Osten fließenden Río Cuenca. Im Südosten und im Osten wird das Areal von dessen rechten Nebenfluss Río Jadan begrenzt. Das 2520 m hoch gelegene Verwaltungszentrum Nulti befindet sich 9 km ostnordöstlich vom Stadtzentrum von Cuenca.
Die Parroquia Nulti grenzt im Osten und im Südosten an die Parroquia Jadán (Kanton Gualaceo), im Südwesten an die Parroquia Paccha, im Nordwesten an die Parroquia urbana Machángara, im Norden an die Parroquia Llacao sowie im Nordosten an die Parroquia San Cristóbal (Kanton Paute).